# Sosyalist Gençlik Dernekleri Federasyonu
Die Sosyalist Gençlik Dernekleri Federasyonu (SGDF) (deutsch: Föderation der sozialistischen Jugendverbände der Türkei) ist ein Zusammenschluss sozialistischer Jugendverbände in der Türkei. 
Weltweite Bekanntheit erreichte die Jugendorganisation, als SGDF-Aktivisten, die beim Wiederaufbau der syrischen Stadt Kobanê helfen wollten, Opfer eines Selbstmordanschlags wurden. Beim Anschlag starben mindestens 30 Menschen.

## Organisation
Die SDGF gilt als Jugendorganisation der Ezilenlerin Sosyalist Partisi, einer marixistisch, lenistischen türkischen Partei. Die Organisation besteht vor allem aus Hochschulstudenten.
Die SGDF vereinigt lokale sozialistische und sozialdemokratische Jugendgruppen in der Türkei. Sie wendet sich gegen die konservativ-islamisch geprägte Politik der Regierungspartei AKP. Offene Gegensätze bestehen auch darin, dass die SGDF mit linken kurdischen Gruppen sympathisiert und sich für eine größere Autonomie der Kurden in der Türkei einsetzt. Die SGDF hegt Sympathien für die in Syrien kämpfenden kurdischen Volksschutzeinheiten (YPG), die gegen den IS vorgehen.

## Anschlag vom 20. Juli 2015
Am 20. Juli 2015 versammelten sich rund 300 Anhänger der SGDF im Garten eines Kulturzentrums in Suruç, um die Weiterreise nach Kobanê zu planen. In Kobanê wollten sie beim Wiederaufbau der Stadt helfen. Die Stadt wurde bei Kämpfen zwischen der YPG und dem IS fast komplett zerstört. Die Versammlung wurde Ziel eines Selbstmordanschlages, bei dem mindestens 30 Menschen starben.
Bislang hat sich noch niemand zum Anschlag bekannt, die türkische Regierung vermutet aber den IS als Drahtzieher.